# La Dessalinienne
La Dessalinienne is het volkslied van Haïti sinds 1904. Het is geschreven door Justin Lhérisson en gecomponeerd door Nicolas Geffrard. Het lied is genoemd naar Jean-Jacques Dessalines, de oprichter van de staat Haïti. 

## Creoolse tekst
Pou Ayiti peyi zanset yo
Se pou n mache men nan lamen
Nan mitan n pa fet pou gen tret
Nou fet pou n sel met tet nou
Annou mache men nan lamen
Pou Ayiti ka vin pi bel
Annou, annou met tet ansanm
Pou Ayiti onon tout zanset yo.
REFREIN chapolin, chapolin, chapolin, o,o chapolin.
Pou Ayiti onon zanset yo
Se pou n sekle se pou n plante
Se nan te tout fos nou chita
Se li k ba nou manje
Ann bite te ann voye wou
Ak ke kontan fok te a bay
Sekle wouze fanm kou gason
Pou n rive viv ak sel fos ponyet nou.
REFREIN
Pou Ayiti ak pou zanset yo
Fo nou kapab vanyan gason
Moun pa fet pou ret avek moun
Se sa k fe tout manman ak tout papa
Dwe pou voye timoun lekol
Pou yo aprann pou yo konnen
Sa Tousen, Desalin, Kristof, Petyon
Te fe pou wet Ayisyen anba bot blan.
Pou Ayiti onon zanset yo
Ann leve tet nou gad anle
Pou tout moun mande Granmet la
Pou l ba nou pwoteksyon
Pou move zanj pa detounen n
Pou n ka mache nan bon chimen
Pou libete ka libete
Fok lajistis blayi sou peyi a.
Nou gen yon drapo tankou tout pep
Se pou n renmen l mouri pou li
Se pa kado blan te fe nou
Pou nou kenbe drapo nou wo
Se pou n travay met tet ansanm
Pou lot peyi ka respekte l
Drapo sila a se nanm tout Ayisyen.

## Franse tekst
Pour le Pays,
Pour la Patrie,
Marchons unis,
Marchons unis.
Dans nos rangs point de traîtres!
Du sol soyons seuls maîtres.
Marchons unis,
Marchons unis
Pour le Pays,
Pour la patrie,
Marchons, marchons, marchons unis,
Pour le Pays,
Pour la Patrie.
Pour les Aïeux, pour la Patrie
Béchons joyeux, béchons joyeux
Quand le champ fructifie
L'âme se fortifie
Béchons joyeux, béchons joyeux
Pour les Aïeux, pour la Patrie
Béchons, béchons, béchons joyeux
Pour les Aïeux, pour la Patrie
Pour le Pays et pour nos Pères
Formons des Fils, formons des Fils
Libres, forts et prospères
Toujours nous serons frères
Formons des Fils, formons des Fils
Pour le Pays et pour nos Pères
Formons, formons, formons des Fils
Pour le Pays et pour nos Pères
Pour les Aïeux, pour la Patrie
O Dieu des Preux, O Dieu des Preux!
Sous ta garde infinie
Prends nos droits, notre vie
O Dieu des Preux, O Dieu des Preux!
Pour les Aïeux, pour la Patrie
O Dieu, O Dieu, O Dieu des Preux
Pour les Aïeux, pour la Patrie
Pour le Drapeau, pour la Patrie
Mourir est beau, mourir est beau!
Notre passé nous crie:
Ayez l'âme aguerrie!
Mourir est beau, mourir est beau
Pour le Drapeau, pour la Patrie
Mourir, mourir, mourir est beau
Pour le Drapeau, pour la Patrie